# Peixe-cirurgião-de-Tomini
O peixe-cirurgião-de-Tomini (Ctenochaetus tominiensis), também conhecido como peixe-cirurgião-galha-laranja, é uma espécie de peixe-cirurgião do gênero Ctenochaetus, nativo do Oceano Pacífico Central. Foi descrito em 1955, por Randall.

## Taxonomia
Ctenochaetus vem do grego kteis e ktenos, que significa ''pente'', e chaite, significa ''cabelo''. Tominiensis vem do Golfo de Tomini, na Indonésia, onde é a localidade tipo desta espécie.

## Identificação

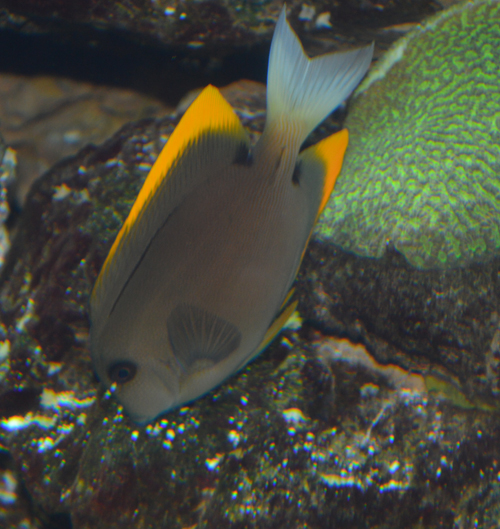

Um pequeno peixe colorido que mede 16 cm, possuem o corpo amarronzado, com uma cauda branca e barbatanas laranja-amareladas, além de terem dois espinhos próximos à cauda (característica principal dos peixes-cirurgião)

## Biologia
São peixes que vivem solitários ou em pequenos cardumes, em paredões de coral em recifes rasos de águas rasas. Podem ser observados se alimentando de algas e parasitas em cascos de tartarugas.

## Distribuição
São nativos do Oceano Pacífico Central, dês do Golfo de Tomini, Indonésia até Filipinas e Papua Nova Guiné. Reportado no norte da Grande Barreira de Coral, Ilhas Salomão, Palau, Vanuatu e Fiji. Recentemente foram vistos em recifes de Tonga.

## Usos humanos
São peixes capturados para fins comerciais de aquários. O peixe-cirurgião-de-Tomini é um dos menores peixes-cirurgiões que podem ser encontrados em lojas de aquarismo. Em aquário, é um peixe calmo e de fácil manutenção, podendo ser mantido em aquários pequenos.

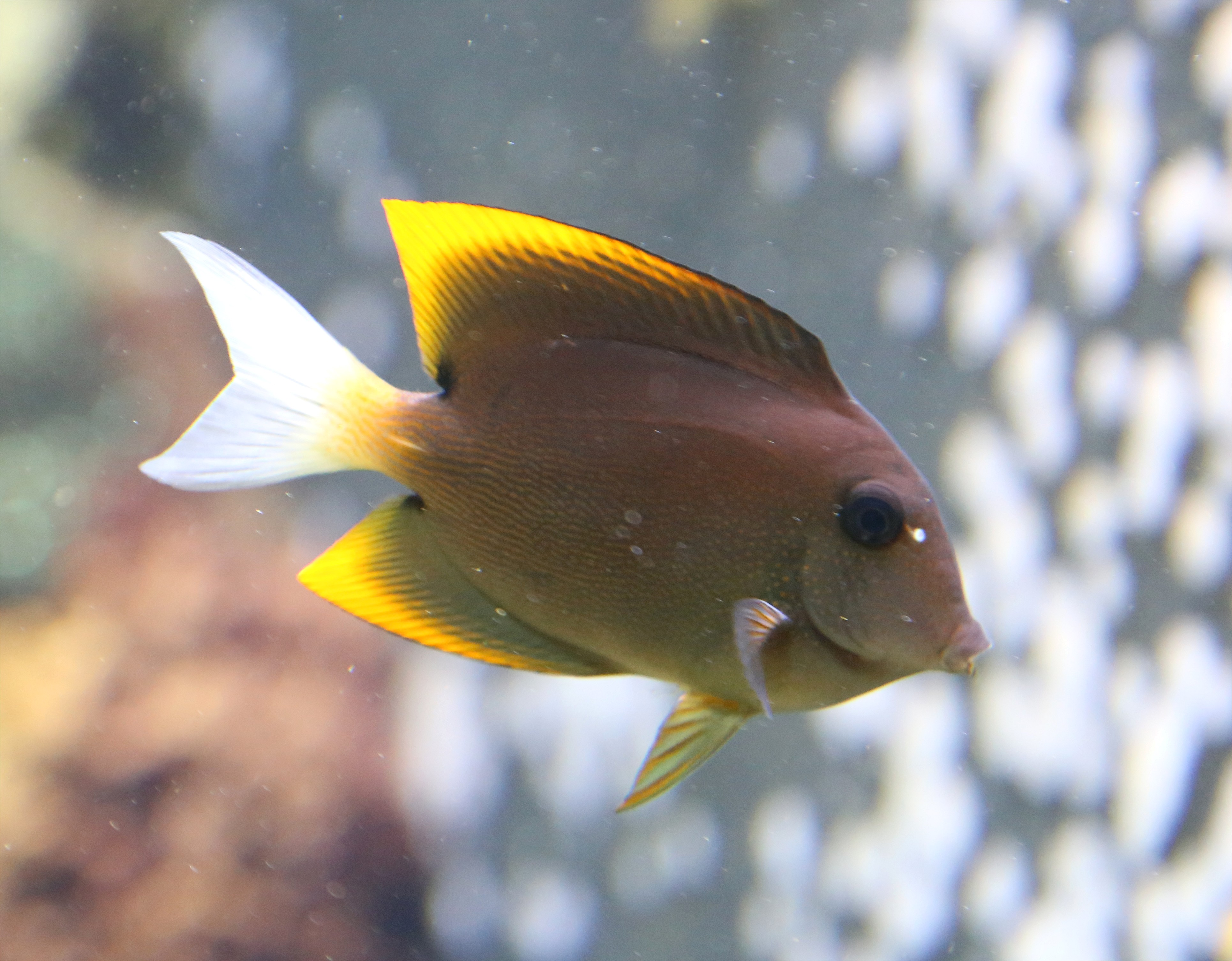
Exemplar em aquário.